# 84. Internationale Sechstagefahrt
Die 84. Internationale Sechstagefahrt war die Mannschaftsweltmeisterschaft im Endurosport und fand vom 11. bis 16. Oktober 2009 im portugiesischen Figueira da Foz sowie der Serra da Boa Viagem statt. Die Nationalmannschaften Frankreichs konnten zum insgesamt vierten und gleichzeitig zweiten Mal in Folge die World Trophy sowie zum zweiten Mal in Folge die Women’s Trophy gewinnen. Die Junior World Trophy ging zum fünften Mal an die spanische Nationalmannschaft.

## Wettkampf

### Organisation
Die Veranstaltung fand zum zweiten Mal in Portugal statt.
Am Wettkampf nahmen 16 Teams für die World Trophy, 15 für die Junior Trophy, fünf für die Women’s Trophy und 91 Clubteams aus insgesamt 24 Nationen teil.
Deutschland nahm an der World Trophy und Junior Trophy sowie mit sechs (davon eine gemischtnationale) Clubmannschaften teil. Die Schweiz nahm an der World Trophy teil, Fahrer aus Österreich waren nicht am Start.
Unmittelbar vor der Zielankunft einer jeden Etappe der ersten fünf Fahrtage gab es eine Sonderprüfung auf dem Sandstrand von Figueira da Foz, in unmittelbarerer Nähe zu Promenade und Fahrerlager.

### 1. Tag
Die erste Tagesetappe war nach kurzer An- und späterer Rückfahrt ein zweimal zu fahrender Rundkurs südlich des Mondegos, der über die Ponte Edgar Cardoso nach dem Start und vor dem Zieleinlauf gequert wurde. Die Sonderprüfungen je Runde waren zwei Enduro- und ein Motocross-Test.
Nach dem ersten Fahrtag führte in der World Trophy-Wertung das Team aus Frankreich vor Finnland und Italien. Das deutsche Team lag auf dem 11., das Schweizer Team auf dem 13. Platz.
In der Junior-Trophy-Wertung führte das französische Team vor den USA und Spanien. Das deutsche Team lag auf dem 8. Platz.
In der Women’s Trophy führte die französische Mannschaft vor den Mannschaften aus Schweden und den USA.
Die Clubwertung führte Haruda Team Rac Sedlcany vor dem Motoclub Italia und Gofasters.com. Beste deutsche Clubmannschaft war das Team DMSB 1 Adac Sachsen auf dem 9. Platz.

### 2. Tag
Am zweiten Tag wurde die Strecke des Vortags gefahren, auch die Sonderprüfungen waren identisch.
Die World-Trophy-Wertung führte wie am Vortag das Team aus Frankreich vor Finnland und Italien an. Das deutsche Team verbesserte sich auf den 10. Platz, das Schweizer Team lag weiter auf dem 13. Platz.
In der Junior-Trophy-Wertung führte das spanische Team vor Frankreich und den USA. Das deutsche Team verbesserte sich auf den 7. Platz.
In der Women’s Trophy führte das französische Team vor den Mannschaften aus Schweden und Australien.
Die Clubwertung führte Haruda Team Rac Sedlcany vor dem Motoclub Italia und Motoklub Jiretin-Nejlevnejsioneu.cz. Das Team DMSB 1 Adac Sachsen verbesserte sich auf den 6. Platz.

### 3. Tag
Die dritte Tagesetappe war ein zweimal zu durchfahrender Rundkurs im Norden von Figueira da Foz, welcher wieder nach kurzer An- und späterer Rückfahrt erreicht wurde. Die Sonderprüfungen je Runde waren zwei Enduro- und ein Motocross-Test.
In der World-Trophy-Wertung führte das Team aus Frankreich vor Italien und Finnland. Das deutsche Team rutschte auf den 11. Platz ab, das Schweizer Team verbesserte sich auf den 12. Platz. Der deutsche Fahrer Marco Straubel kassiert neun Strafminuten, weil sein Motorrad ausging und die Gasannahme Probleme bereitete. Eine Reparatur, bei der er den Vergaser komplett zerlegte und reinigte, konnte das Problem beheben.
Die Junior-Trophy-Wertung führte weiter das spanische Team vor Frankreich und den USA an. Das deutsche Team lag unverändert auf dem 7. Platz.
In der Women’s Trophy führte wie am Vortag das französische Team vor den Mannschaften aus Schweden und Australien.
Die Clubwertung führte wie am Vortag Haruda Team Rac Sedlcany vor dem Motoclub Italia und Motoklub Jiretin-Nejlevnejsioneu.cz an. Das Team DMSB 1 Adac Sachsen lag unverändert auf dem 6. Platz.

### 4. Tag
Die Strecke wir die des dritten Fahrtags, eingeschlossen der Sonderprüfungen.
Am Ende des vierten Fahrtags führte in der World-Trophy-Wertung das Team aus Frankreich vor Italien und Australien. Das deutsche Team lag unverändert auf dem 11., das Schweizer Team sich auf dem 12. Platz. Der deutsche Fahrer Jens Pester stürzte schwer und musste aufgeben, im Krankenhaus wurde eine Gehirnerschütterung diagnostiziert und eine Daumenverletzung behandelt. Im Schweizer Team schied Marc Bieri aus. Er brach sich bei einem Unfall mit einem Pkw-Fahrer das Schlüsselbein und musste aufgeben. Für beide Mannschaften war damit das tägliche Streichresultat aufgebraucht.
In der Junior-Trophy-Wertung führte unverändert das spanische Team vor Frankreich und den USA. Das deutsche Team rutschte auf den 8. Platz ab.
In der Women’s Trophy lag das französische Team vor den Mannschaften aus Schweden und Australien.
In der Clubwertung führte nach wie vor Haruda Team Rac Sedlcany vor dem Motoclub Italia und Motoklub Jiretin-Nejlevnejsioneu.cz. Das Team DMSB 1 Adac Sachsen verbesserte sich auf dem 5. Platz.

### 5. Tag
Am fünften Tag wurde nochmals ein Rundkurs im Nordosten gefahren, wieder waren zwei Runden zu absolvieren. Die Sonderprüfungen waren zwei Enduro-, eine Motocross und ein Trail-Test.
Die Zwischenstände nach dem fünften Fahrtag: In der World-Trophy-Wertung führte weiter das Team aus Frankreich vor Italien und Australien. Das deutsche Team lag weiter auf dem 11., das Schweizer Team weiter auf dem 12. Platz. Im deutschen Team kassierte Derrick Görner Strafminuten, da er eine defekte Kupplung wechseln musste.
In der Junior Trophy führte weiter das spanische Team vor Frankreich und den USA. Das deutsche Team lag unverändert auf dem 8. Platz.
In der Women’s Trophy führte unverändert das französische Team vor den Mannschaften aus Schweden und Australien.
Die Clubwertung führte Haruda Team Rac Sedlcany vor Motoklub Jiretin-Nejlevnejsipneu.cz und Team Ostra Junior an. Team DMSB 1 Adac Sachsen lag unverändert auf dem 5. Platz.

### 6. Tag
Am letzten Tag wurde eine 85 Kilometer lange Etappe mit Ziel Águeda gefahren. Auf der dortigen WM-Strecke wurde das Abschlussmotocross als letzte Sonderprüfung gefahren.

## Endergebnisse

### World Trophy
| Platz | Team                   | Zeit        |
| ----- | ---------------------- | ----------- |
| 1.    | Frankreich             | 15:44:24,56 |
| 2.    | Italien                | 15:48:47,25 |
| 3.    | Finnland               | 16:08:00,18 |
| 4.    | Australien             | 16:08:12,78 |
| 5.    | Vereinigte Staaten     | 16:15:00,62 |
| 6.    | Portugal               | 16:15:24,05 |
| 7.    | Vereinigtes Königreich | 16:32:31,18 |
| 8.    | Niederlande            | 16:34:11,10 |
| 9.    | Polen                  | 16:49:14,35 |
| 10.   | Deutschland            | 17:04:51,96 |
| 11.   | Schweiz                | 17:43:38,58 |
| 12.   | Schweden               | 18:02:27,30 |
| 13.   | Mexiko                 | 18:32:12,41 |
| 14.   | Kanada                 | 19:04:29,47 |
| 15.   | Belgien                | 20:31:11,25 |
| 16.   | Spanien                | 21:56:13,45 |

### Junior World Trophy
| Platz | Team                   | Zeit        |
| ----- | ---------------------- | ----------- |
| 1.    | Spanien                | 9:48:13,77  |
| 2.    | Frankreich             | 9:49:00,18  |
| 3.    | Vereinigte Staaten     | 9:52:58,64  |
| 4.    | Italien                | 9:56:44,59  |
| 5.    | Schweden               | 10:09:53,34 |
| 6.    | Portugal               | 10:10:07,17 |
| 7.    | Deutschland            | 10:16:54,56 |
| 8.    | Tschechien             | 10:19:32,74 |
| 9.    | Slowakei               | 10:20:00,88 |
| 10.   | Argentinien            | 10:22:42,61 |
| 11.   | Mexiko                 | 10:40:11,98 |
| 12.   | Vereinigtes Königreich | 10:52:06,37 |
| 13.   | Australien             | 12:01:10,81 |
| 14.   | Belgien                | 16:33:16,43 |
| 15.   | Finnland               | 23:06:36,14 |

### Women’s World Trophy
| Platz | Team               | Zeit        |
| ----- | ------------------ | ----------- |
| 1.    | Frankreich         | 7:44:06,96  |
| 2.    | Schweden           | 7:52:54,10  |
| 3.    | Australien         | 7:58:50,44  |
| 4.    | Vereinigte Staaten | 8:10:34,67  |
| 5.    | Finnland           | 12:14:22,42 |

### Club Team Award
| Platz                      | Team                                        | Zeit        |
| -------------------------- | ------------------------------------------- | ----------- |
| 1.                         | Haruda Team Rac Sedlcany                    | 9:59:11,96  |
| 2.                         | Motoklub Jiretin-Nejlevnejsipneu.cz         | 10:13:00,11 |
| 3.                         | Team Ostra Junior                           | 10:30:47,15 |
| 4.                         | DMSB 1 Adac Sachsen                         | 10:41:44,51 |
| 5.                         | Motoclub Intimiano Natale Noseda 1          | 10:42:37,65 |
| 6.                         | Wales A                                     | 10:44:53,21 |
| 7.                         | Team Ostra                                  | 10:50:47,77 |
| 8.                         | Hengelo                                     | 10:57:28,20 |
| 9.                         | Motoklub Jiretin-Batex                      | 11:01:11,83 |
| 10.                        | Team Carter Engineering                     | 11:08:20,78 |
| 000{\displaystyle \vdots } |                                             |             |
| 13.                        | DMSB 2 Team DMV/MSC Freier Grund            | 11:18:33,87 |
| 000{\displaystyle \vdots } |                                             |             |
| 32.                        | DMSB 3 Adac Hessen/Thüringen/Sachsen-Anhalt | 12:51:32,23 |
| 000{\displaystyle \vdots } |                                             |             |
| 45.                        | DMSB/KNMV                                   | 14:04:59,64 |
| 000{\displaystyle \vdots } |                                             |             |
| 52.                        | DMSB 5 Adac Nordbayern/Südbaden             | 15:02:11,34 |
| 000{\displaystyle \vdots } |                                             |             |
| 64.                        | DMSB 4 Adac Nordrhein/MSC Porz              | 18:48:57.62 |

### Manufacturer’s Team Award
| Platz | Team                    | Zeit        |
| ----- | ----------------------- | ----------- |
| 1.    | KTM 1                   | 9:19:30,46  |
| 2.    | KTM 2                   | 9:31:43,39  |
| 3.    | HUSQVARNA FACTORY A     | 9:36:37,23  |
| 4.    | KTM IRON TEAM           | 9:49:11,29  |
| 5.    | HUSQVARNA FACTORY B     | 9:49:26,76  |
| 6.    | TM RACING               | 10:05:57,87 |
| 7.    | HUSABERG FACTORY TEAM 1 | 10:13:00,68 |
| 8.    | HUSABERG FACTORY TEAM 3 | 10:16:48,53 |
| 9.    | HONDA HM JOLLY RACING   | 12:38:03,86 |
| 10.   | CGRT HUSABERG           | 12:46:47,28 |
| 11.   | HUSABERG FACTORY TEAM 2 | 14:17:41,95 |
| 12.   | KTM 3                   | 17:07:32,94 |

### Einzelwertung
| Klasse | Starter | Ausfall/Disqualifikation | Klassensieger (Motorrad)     | Zeit       |
| ------ | ------- | ------------------------ | ---------------------------- | ---------- |
| E1 (a) | 57      | 8                        | Eero Remes (KTM)             | 3:05:51,59 |
| E2 (b) | 60      | 12                       | Rodrig Thain (TM)            | 3:06:48,33 |
| E3 (c) | 38      | 6                        | Christophe Nambotin (GasGas) | 3:05:29,71 |
| EW (d) | 15      | 0                        | Ludivine Puy (GasGas)        | 3:43:44,78 |
| C1 (a) | 81      | 8                        | Jan Zaremba (KTM)            | 3:19:34,04 |
| C2 (b) | 122     | 14                       | Luca Cherubini (TM)          | 3:15:09,57 |
| C3 (c) | 55      | 3                        | Michal Kadlecek (TM)         | 3:16:00,73 |
| Gesamt | 428     | 51                       |                              |            |

## Teilnehmer
| Staat                  | World Trophy Team | Junior Trophy Team                                                                                  | Women’s Trophy Team                                                         | Club-Teams |
| ---------------------- | --- | --------------------------------------------------------------------------------------------------- | --------------------------------------------------------------------------- | --- |
| Andorra                | | |                                                                             | Andorra 1 Andorra 2 |
| Argentinien            | | Franco Caimi (BMW) Stefano Caimi (KTM) Kevin Benavides (KTM) Lucas Moreno (KTM)                     |                                                                             | Solo club 3 (Einzelfahrer) (l) |
| Australien             | Christopher Hollis (Husqvarna) Kirk Hutton (Yamaha) Glenn Kearney (Husqvarna) Steffan Merriman (Yamaha) Toby Price (Kawasaki) Jarrod Bewley (Yamaha)   | Geoffrey Braico (KTM) Joshua Green (Kawasaki) Andrew Lloyd (TM) Nicholas Beattie (Yamaha)           | Jacqui Jones (Yamaha) Alison Parker (Yamaha) Jemma Wilson (Yamaha)          | Motorcycling Australia 1 (2 Fahrer) (k) |
| Belgien                | Thierry Klutz (Husqvarna) Jean Francois Goblet (BMW) Wim Vanderheyden (Husaberg) Cedric Kremer (KTM) Bertrand Bailleux (Beta) Kevin Gauniaux (GasGas)  | Adrien Vandommele (TM) Jerome Martiny (KTM) Steve Goblet (KTM)                                      |                                                                             | Clube Belgique Solo club 2 (Einzelfahrer) (l) |
| Brasilien              | | |                                                                             | Brasil 1 (Einzelfahrer) (l) |
| Deutschland            | Otto Freund (KTM) Marco Straubel (KTM) Stefan Geyer (KTM) Jens Pester (Honda) Marcus Kehr (KTM) Derrick Görner (Husaberg)                              | Sepp Wiegand (KTM) Edward Hübner (KTM) Marco Neubert (KTM) Nick Emmrich (KTM)                       |                                                                             | DMSB 1 Adac Sachsen DMSB 2 Team DMV/MSC Freier Grund DMSB 3 Adac Hessen/Thüringen/Sachsen-Anhalt DMSB 4 Adac Nordrhein/MSC Porz DMSB 5 Adac Nordbayern/Südbaden DMSB/KNMV (2 Fahrer) (i)                                    |
| Finnland               | Eero Remes (KTM) Juha Salminen (BMW) Valteri Salonen (Husaberg) Simo Kirssi (BMW) Marko Tarkkala (BMW) Samuli Aro (KTM)                                | Antti Hellsten (KTM) Olli Turma (KTM) Oskari Kantonen (KTM) Roni Nikander (KTM)                     | Marita Nyqvist (KTM) Charlotte Ljunglin (Suzuki) Esmeralda Vesterinen (KTM) | Dynaset Offroad Areena SML 1 SML 2 SML Youth Team Motokonig (Einzelfahrer) (l) |
| Frankreich             | Julien Gauthier (HM Honda) Marc Germain (Yamaha) Rodrig Thain (TM) Marc Bourgeois (Husqvarna) Christophe Nambotin (GasGas) Antoine Meo (Husqvarna)     | Sebastien Bozzo (Husqvarna) Benoit Fortunato (Yamaha) Yannick Bossi (TM) Adrien Metge (Husqvarna)   | Ludivine Puy (GasGas) Audrey Rossat (GasGas) Stephanie Bouisson (Yamaha)    | M.C.Nord Isere-Witley M.C.Nouvelle Caledonie (2 Fahrer) (k) M.C.Uzerchois M.C.Uzerchois-Merzer Team ISDE Cantal (2 Fahrer) (k)                                                                                              |
| Griechenland           | | |                                                                             | Lams Serres Auto Moto Club |
| Irland                 | | |                                                                             | Fast Lane (2 Fahrer) (j) Foyle Club |
| Italien                | Simone Albergori (KTM) Alessandro Botturi (KTM) Oscar Balletti (HM-Honda) Alessandro Belometti (KTM) Fabio Mossini (HM-Honda) Alex Salvini (Husqvarna) | Jonathan Manzi (Husqvarna) Michael Pogna (KTM) Edoardo D’Ambrosio (KTM) Massimo Mangini (Husqvarna) |                                                                             | Enduro Team Desio Motoclub Brembana Motoclub Intimiano Natale Noseda 1 Motoclub Italia Motoclub Intimiano Natale Noseda 2 (2 Fahrer) (h) Motoclub Scuderia Dolomiti Team MTG Motoclub Parini                                |
| Kanada                 | Burt Petersen (Husaberg) Robert Reed (KTM) Nick Riewe (Husaberg) Jay McGregor (Husaberg) Jack Sawatzky (KTM) Brian Wojnarowski (Yamaha)                | |                                                                             | Corner Grass (2 Fahrer) (k) |
| Mexiko                 | Jean Paul Medina (KTM) Jose Luiz Perez (KTM) Anuar Ruiz (KTM) Alejandro Sachez Aldana (KTM) Eduardo Vanzinni (KTM) Jesus Zavala (Husqvarna)            | Alonso Arino (Suzuki) Arturo Arino (Suzuki) Pablo Torre (Suzuki) Refugio Garcia (KTM)               |                                                                             | Enduro Guadalajara I Enduro Guadalajara II Flying Rhinos Mexico I Solo club 1 (Einzelfahrer) (l) Vamos Mexico |
| Niederlande            | Ralph Hubers (Yamaha) Amel Advokaat (KTM) Jirry van Veen (Yamaha) Erwin Plekkenpol (HM-Honda) Dave Elsinga (Yamaha) Mark Wassink (KTM)                 | |                                                                             | DMSB/KNMV (1 Fahrer) (i) Hengelo MC de Toerenteller MC de Toerenteller 2 MCNH |
| Polen                  | Lukasz Kedzierski (Yamaha) Michal Szuster (Yamaha) Sebastian Krywult (KTM) Pawel Szymkowski (KTM) Marcin Frycz (Yamaha) Mateusz Bembenik (KTM)         | |                                                                             | KTM 'Novi' Kielce-'Hawi' Racing Team |
| Portugal               | Helder Rodrigues (Yamaha) Goncalo Reis (Yamaha) Luis Correia (Yamaha) Mario Patrao (Suzuki) Gustavo Gaudencio (KTM) Paulo Felicia (Husqvarna)          | Diogo Ventura (Suzuki) Nuno Oliveira (Kawasaki) Goncalo Bandeira (Yamaha) Luis Oliveira (Yamaha)    |                                                                             | Assoc.Club M.Galos Barcelos C.Motard Escorpioes (2 Fahrer) (k) Ginasio Clube Agueda M.C.Barreiro M.C.Beiras M.C.Beiras 2 M.C.Beiras 3 M.C.Figueira da Foz A M.C.Figueira da Foz B M.C.Guimaraes M.C.Marco M.C.Torres Vedras |
| Schweden               | Anders Eriksson (BMW) Bjorna Carlsson (Husaberg) Joakim Ljunggren (Husaberg) Karl Svensson (KTM) Niklas Gustafsson (Honda) Carl Sjoo (Husaberg)        | Fredrik Berg (KTM) Jonas Karlsson (KTM) Martin Sundin (Husaberg) Anton Nordh (KTM)                  | Jessica Jonsson (GasGas) Vanja Kollmann (KTM) Sandra Adriansson (Kawasaki)  | Motoclub Intimiano Natale Noseda 2 (1 Fahrer) (h) Team Ostra Team Ostra Gota Team Ostra Junior |
| Schweiz                | Marc Bieri (KTM) Francois Carron (Yamaha) Bertrand Fallay (Yamaha) Johann Rosselet (Yamaha) Jonathan Rosse (Yamaha) Christophe Robert (KTM)            | |                                                                             | |
| Slowakei               | | Robert Kapajcik (KTM) Thomas Hostinsky (KTM) Marek Giertl (KTM) Miroslav Sevela (GasGas)            |                                                                             | Fly Racing Team Slovakia Haviar KTM Team Slovakia Magic Liptov Slovakia Team |
| Spanien                | Josep Rallo (Yamaha) Cristobal Guerrero (Yamaha) Joan Barreda (Suzuki) Joan Jou (Kawasaki) Guillem Pares (GasGas) Marc Sola (Gas Gas)                  | Victor Guerrero (Yamaha) Oriol Mena (Husaberg) Lorenzo Santolino (KTM) Mario Roman (KTM)            |                                                                             | Automoto Ceuta Import Cross Team Madrid Motos Esteve Pascual Canal Team Petardos Sego Extrem SMRacing-Secomoto-ACM Vilanova-Sevilla                                                                                         |
| Tschechien             | | Kartin Kuklik (KTM) Milan Engel (KTM) Jakub Horak (KTM) Jiri Bittner (KTM)                          |                                                                             | ENC Sherco Racing CZ Haruda Team Rac Sedlcany Motoklub Jiretin-Batex Motoklub Jiretin-Nejlevnejsipneu.cz Motosport Bozkov                                                                                                   |
| Venezuela              | | |                                                                             | Venezuela |
| Vereinigtes Königreich | Paul Edmondson (Suzuki) David Knight (Kawasaki) Greg Evens (KTM) Euan McConnell (KTM) Tom Sagar (Suzuki) Simon Wakely (Husqvarna)                      | Oliver Moyce (Husaberg) Ashley Wood (GasGas) Jamie Paget (TM) Lee Edmondson (Honda)                 |                                                                             | Bafma British Army Fast Lane (1 Fahrer) (j) SCEC Scotland Southern MCC (Isle-of-Man) St.Georges MCC Wales A Wales B |
| Vereinigte Staaten     | Destry Abbott (Kawasaki) Kurt Caselli (KTM) Ricky Dietrich (Kawasaki) Nathan Kanney (KTM) Timmy Weigand (Honda) Damon Huffman (Kawasaki)               | Russel Bobbitt (KTM) David Kamo (KTM) Jamie Lanza (Kawasaki) Cory Buttrick (KTM)                    | Lacy Jones (Kawasaki) Amanda Mastin (Yamaha) Maria Forsberg (KTM)           | Boise Ridge Riders Desert Motorcycle Club Gofasters.com Jafmar Racing Missouri Mudders Team Carter Engineering Tony Agonis                                                                                                  |